# تپه زنگولوار
تپه زنگولوار مربوط به قرون میانی اسلامی است و در شهرستان خرم‌آباد، بخش پاپی، دهستان گریت، روستای زنگولوار واقع شده و این اثر در تاریخ ۸ بهمن ۱۳۸۵ با شمارهٔ ثبت ۱۷۰۰۰ به عنوان یکی از آثار ملی ایران به ثبت رسیده است.